# Chris Killen
Pour les articles homonymes, voir Killen.
Christopher Killen, dit Chris Killen, né le 8 octobre 1981 à Wellington en Nouvelle-Zélande, est un footballeur international néo-zélandais, qui évoluait au poste d'attaquant.

## Biographie

### Carrière en club
Chris Killen dispute 6 matchs en Ligue des champions, et 3 matchs en Ligue Europa, et 3 matchs en Coupe Intertoto, pour 1 but inscrit.
Formé au Miramar Rangers, il commence à jouer régulièrement pour l'équipe réserve. En 1998, il signe en faveur de Manchester City, et entre dans l'académie des citizens pour une saison. Il n'a disputé que 3 matches en First Division, étant plusieurs fois prêté en septembre 2000 au Wrexham FC en Second Division et septembre 2001 à Port Vale FC en Second Division. 
En juillet 2002, il rejoint l'Oldham Athletic en League One. Il a porté les couleurs d'Oldham pendant trois saisons et demie et a disputé 88 matchs, pour 22 buts inscrits. 
En janvier 2006, il rejoint Hibernian FC en Scottish Premier League. Il reste seulement une saison et demie, où il dispute 38 matchs, pour 20 buts inscrits. En mai 2007, il signe un contrat de trois ans au Celtic FC. 
Le 13 janvier 2010, il s'engage avec Middlesbrough FC, le club de Championship où il va retrouver Gordon Strachan, le manager qui l'avait fait venir au Celtic FC en juillet 2007.
Il termine sa carrière en Chine au Shenzhen Ruby, puis au Chongqing FC.

### Carrière internationale
Chris Killen compte 48 sélections et 16 buts avec l'équipe de Nouvelle-Zélande entre 2000 et 2013. 
Il est convoqué pour la première fois en équipe de Nouvelle-Zélande par le sélectionneur national Ken Dugdale, pour un match de la Coupe d'Océanie 2000 contre Tahiti le 19 juin 2000. Le match se solde par une victoire 2-0 des Néo-Zélandais.
Le 21 juin 2000, il inscrit un doublé contre la Vanuatu, lors d'un match de la Coupe d'Océanie 2000 (victoire 3-1). Puis, le 7 juillet 2002, il inscrit un quintuplé lors d'une rencontre face à la Papouasie-Nouvelle-Guinée comptant pour la Coupe d'Océanie 2002 (victoire 9-1). Enfin, le 10 juin 2009, il marque un doublé en amical, face à l'Italie (défaite 4-3).
Il reçoit sa dernière sélection le 5 septembre 2013 contre l'Arabie saoudite, où il marque son seizième et dernier but en sélection (victoire 1-0).
Il a disputé quatre Coupe d'Océanie en 2000, 2002, 2008 et 2012. Sélectionné pour les Jeux olympiques d'été de 2008 en Chine, il joue les trois matchs de son équipe. Il a également participé à deux Coupe des confédérations en 2003 et 2009.
Retenu pour la Coupe du monde 2010 en Afrique du Sud, il joue les trois matchs de son équipe. 
Il a remporté deux titres internationaux, la Coupe d'Océanie en 2002 et 2008, après l'avoir ratée en 2000.

### Palmarès
Nouvelle-Zélande
- Coupe d'Océanie
  - Vainqueur: 2002 et 2008

 Celtic FC
- Championnat d'Ecosse
  - Vainqueur : 2008